# 통영 용화사 금고
통영용화사금고(統營龍華寺金鼓)는 대한민국 경상남도 통영시 봉평동, 용화사에 있는 조선시대의 금고이다. 2001년 9월 27일 경상남도의 유형문화재 제363호로 지정되었다.

## 개요
금고란 절에서 사용하는 도구로, 대중을 불러모으거나 급한 일을 알리는데 사용하는 금속으로 만든 타악기이다.
보광전 법당에 걸어 지금까지도 사용되고 있는 이 금고는 바깥지름 67.7cm 안지름 54.8cm 너비 12.6cm이다.
표면 둘레 가장자리에는 별다른 문양이 없으며 중심부 역시 문양이 없는 소박한 형태이다. 옆면에는 시주자명과 건륭 49년에 제작되었다는 내용의 글이 새겨져 있어 정조 8년(1784)에 만들어진 것임을 알 수 있다.
이 금고는 보존상태가 양호하며, 옆면의 글을 통해 시주자명과 제작연도를 알 수 있는 중요한 자료이다.

## 참고 자료
- 통영용화사금고 - 국가유산청 국가유산포털